# Glentoran Women's Football Club
Maillots
Actualités
Le Glentoran Women's Football Club est un club nord-irlandais de football féminin basé à Belfast. Fondé en 1987 sous le nom de Glentoran Belfast United, le club a alors de fortes relations avec le Glentoran Football Club, tout en étant indépendant de celui-ci.
À partir de la saison 2019, le club devient officiellement la section féminine du Glentoran masculin. Il change donc de nom en Glentoran Women's Football Club.

## Bilan européen

### Résultats
Légende
- Victoire ou qualification pour le tour suivant
- Match nul
- Défaite ou élimination de la compétition

Note : dans les résultats ci-dessous, le score du club est toujours donné en premier
| Saison    | Compétition         | Tour           | Club                    | Domicile | Extérieur | Total           |
| --------- | ------------------- | -------------- | ----------------------- | -------- | --------- | --------------- |
| 2022-2023 | Ligue des champions | Premier tour Q | CFF Olimpia Cluj-Napoca | 2-2      | N/A       | 2-2 t. a. b.2-4 |
| 2024-2025 | Ligue des champions | Premier tour Q | ŽNK Mura                | N/A      | 2-3       | Éliminé         |
| 2024-2025 | Ligue des champions | Premier tour Q | FC Pyunik               | N/A      | -         | Éliminé         |

## Palmarès
- Championnat d'Irlande du Nord : (10)
  - Champion : 2004, 2006, 2007, 2008, 2011, 2013, 2014, 2020, 2021 et 2023
- Coupe d'Irlande du Nord : (11)
  - Vainqueur : 2006, 2007, 2008, 2009, 2010, 2012, 2018, 2019, 2021, 2022 et 2023
  - Finaliste : 2011
- Coupe de la Ligue d'Irlande du Nord : (7)
  - Vainqueur : 2005, 2006, 2008, 2009, 2010, 2012 et 2019
  - Finaliste : 2007, 2013